# Greg Villa
Gregory "Greg" Villa (San Luis; 15 de diciembre de 1956) es un exdelantero de fútbol estadounidense que jugó en la North American Soccer League y en la Major Indoor Soccer League. Jugó dieciocho partidos, anotando cinco goles con la selección de Estados Unidos entre 1977 y 1980.

## Trayectoria
Jugó profesionalmente para Minnesota Kicks de 1977 a 1979, luego lo cambiaron a Tulsa Roughnecks solo unos pocos juegos en 1979. Al final de la temporada, los Roughnecks lo trasladaron a Fort Lauderdale Strikers para la temporada de 1980.
Posteriormente firmó con los St. Louis Steamers de la Major Indoor Soccer League (MISL). Jugó dos años con los Steamers antes de probar para el Team America después de ser despedido por el Chicago Sting sin jugar un partido con ellos.
En 1983, el club terminó la temporada con 10-20 (victorias, derrotas) y Federación de Fútbol de Estadounidense lo retiró tras finalizada la campaña. Después de esto, jugó una vez más con los Steamers de 1984 a 1986.

## Selección nacional
Su primer partido con la selección llegó en la victoria del 15 de septiembre de 1977 sobre El Salvador. Marcó en el partido, poniéndolo en compañía de una decena de jugadores estadounidenses que han marcado en su debut.

### Partidos y goles internacionales
| \| N.º \| Fecha \| Ciudad \| Local \| Res. \| Visitante \| Competición \| Goles \| \| --- \| ------------------------ \| ------------------- \| -------------- \| ---- \| -------------- \| ------------------------------------------ \| ------- \| \| 1 \| 15 de septiembre de 1977 \| San Salvador \| El Salvador \| 1:2 \| Estados Unidos \| Amistoso \| Anotado \| \| 2 \| 18 de septiembre de 1977 \| Ciudad de Guatemala \| Guatemala \| 3:1 \| Estados Unidos \| Amistoso \| - \| \| 3 \| 22 de septiembre de 1977 \| San Salvador \| El Salvador \| 0:1 \| Estados Unidos \| Amistoso \| - \| \| 4 \| 25 de septiembre de 1977 \| Ciudad de Guatemala \| Guatemala \| 2:0 \| Estados Unidos \| Amistoso \| - \| \| 5 \| 27 de septiembre de 1977 \| Monterrey \| México \| 3:0 \| Estados Unidos \| Amistoso \| - \| \| 6 \| 30 de septiembre de 1977 \| Ciudad de México \| Estados Unidos \| 0:0 \| El Salvador \| Amistoso \| - \| \| 7 \| 6 de octubre de 1977 \| Washington D. C. \| Estados Unidos \| 1:1 \| China \| Amistoso \| Anotado \| \| 8 \| 10 de octubre de 1977 \| Atlanta \| Estados Unidos \| 1:0 \| China \| Amistoso \| - \| \| 9 \| 16 de octubre de 1977 \| San Francisco \| Estados Unidos \| 2:1 \| China \| Amistoso \| Anotado \| \| 10 \| 3 de septiembre de 1978 \| Reykjavík \| Islandia \| 0:0 \| Estados Unidos \| Amistoso \| - \| \| 11 \| 6 de septiembre de 1978 \| Zug \| Suiza \| 2:0 \| Estados Unidos \| Amistoso \| - \| \| 12 \| 2 de mayo de 1979 \| East Rutherford \| Estados Unidos \| 0:6 \| Francia \| Amistoso \| - \| \| 13 \| 7 de octubre de 1979 \| Hamilton \| Bermudas \| 1:3 \| Estados Unidos \| Amistoso \| - \| \| 14 \| 10 de octubre de 1979 \| París \| Francia \| 3:0 \| Estados Unidos \| Amistoso \| - \| \| 15 \| 26 de octubre de 1979 \| Budapest \| Hungría \| 0:2 \| Estados Unidos \| Amistoso \| - \| \| 16 \| 29 de octubre de 1979 \| Dublín \| Irlanda \| 3:2 \| Estados Unidos \| Amistoso \| Anotado \| \| 17 \| 1 de noviembre de 1980 \| Vancouver \| Canadá \| 2:1 \| Estados Unidos \| Clasificación para la Copa Mundial de 1982 \| Anotado \| \| 18 \| 9 de noviembre de 1980 \| Ciudad de México \| México \| 5:1 \| Estados Unidos \| Clasificación para la Copa Mundial de 1982 \| - \| |                          |                     |                |      |                |                                            |         |
| N.º | Fecha                    | Ciudad              | Local          | Res. | Visitante      | Competición                                | Goles   |
| 1 | 15 de septiembre de 1977 | San Salvador        | El Salvador    | 1:2  | Estados Unidos | Amistoso                                   | Anotado |
| 2 | 18 de septiembre de 1977 | Ciudad de Guatemala | Guatemala      | 3:1  | Estados Unidos | Amistoso                                   | -       |
| 3 | 22 de septiembre de 1977 | San Salvador        | El Salvador    | 0:1  | Estados Unidos | Amistoso                                   | -       |
| 4 | 25 de septiembre de 1977 | Ciudad de Guatemala | Guatemala      | 2:0  | Estados Unidos | Amistoso                                   | -       |
| 5 | 27 de septiembre de 1977 | Monterrey           | México         | 3:0  | Estados Unidos | Amistoso                                   | -       |
| 6 | 30 de septiembre de 1977 | Ciudad de México    | Estados Unidos | 0:0  | El Salvador    | Amistoso                                   | -       |
| 7 | 6 de octubre de 1977     | Washington D. C.    | Estados Unidos | 1:1  | China          | Amistoso                                   | Anotado |
| 8 | 10 de octubre de 1977    | Atlanta             | Estados Unidos | 1:0  | China          | Amistoso                                   | -       |
| 9 | 16 de octubre de 1977    | San Francisco       | Estados Unidos | 2:1  | China          | Amistoso                                   | Anotado |
| 10 | 3 de septiembre de 1978  | Reykjavík           | Islandia       | 0:0  | Estados Unidos | Amistoso                                   | -       |
| 11 | 6 de septiembre de 1978  | Zug                 | Suiza          | 2:0  | Estados Unidos | Amistoso                                   | -       |
| 12 | 2 de mayo de 1979        | East Rutherford     | Estados Unidos | 0:6  | Francia        | Amistoso                                   | -       |
| 13 | 7 de octubre de 1979     | Hamilton            | Bermudas       | 1:3  | Estados Unidos | Amistoso                                   | -       |
| 14 | 10 de octubre de 1979    | París               | Francia        | 3:0  | Estados Unidos | Amistoso                                   | -       |
| 15 | 26 de octubre de 1979    | Budapest            | Hungría        | 0:2  | Estados Unidos | Amistoso                                   | -       |
| 16 | 29 de octubre de 1979    | Dublín              | Irlanda        | 3:2  | Estados Unidos | Amistoso                                   | Anotado |
| 17 | 1 de noviembre de 1980   | Vancouver           | Canadá         | 2:1  | Estados Unidos | Clasificación para la Copa Mundial de 1982 | Anotado |
| 18 | 9 de noviembre de 1980   | Ciudad de México    | México         | 5:1  | Estados Unidos | Clasificación para la Copa Mundial de 1982 | -       |

## Clubes
| Club                     | País           | Año       |
| ------------------------ | -------------- | --------- |
| Minnesota Kicks          | Estados Unidos | 1977-1979 |
| Tulsa Roughnecks         | Estados Unidos | 1979      |
| Fort Lauderdale Strikers | Estados Unidos | 1980      |
| St. Louis Steamers       | Estados Unidos | 1980-1982 |
| Kansas City Comets       | Estados Unidos | 1982-1983 |
| Team America             | Estados Unidos | 1983      |
| St. Louis Steamers       | Estados Unidos | 1984-1986 |